# 本日山
本日山（藏語：བོན་རི།，威利转写：bon ri）位于中国西藏自治区林芝市巴宜区林芝镇（普拉）的东南方，雅鲁藏布江北侧。此山为苯教的神山之一。

## 简介
本日山是苯教的神山。相传，苯教祖师辛饶米沃曾在本日山修行并得道。传说当年佛苯相争时，最先反对佛教的苯教徒阿穷杰博曾和佛教的莲花生斗法。莲花生到达雅鲁藏布江与尼洋河的交汇处时，依靠法力调来狂风，试图吹倒全部村庄和树木。阿穷杰博则用巨石压住树木，免除了灾难。如今该地区的树梢仍是歪的，据说就是当年斗法的后果。接着，两人又在本日山脚下的古鲁（意为莲花生）村斗法，莲花生企图将本日山推入尼洋河，但被阿穷杰博成功阻拦。自此，工布地区的苯教方才获得保存。阿穷杰博则被视为保护神山的英雄。
至今，当地苯教信徒在本日山上仍崇拜大石、神鸟和天梯。天梯是立在山上的一棵大树，因常年雾气缭绕，故似乎高入云端，是苯教传说中的宇宙通天树。早夭的儿童被装入箱子中葬在该树的分杈间，这样可使其灵魂升天。该树上挂满了各色经幡及祭品。
每年藏历四月十五日的“萨嘎达瓦节”时，苯教信徒会逆时针围绕本日山转经，当地民众几乎家家户户都会去转山。藏历八月二十一日、二十二日，贡布地区的苯教徒及农牧民会到本日山转经两天。
每逢藏历马年，西藏安多、嘉黎、康区、后藏、阿里等地来的苯教徒及农牧民，在八月集合在摩崖碑前举办“招福敬神”盛会，并且围绕环山的七座苯教寺院举办“马年大转经”。
在摩崖碑两侧的石堆中有一块赭色的巨石，名叫“甲琼”（意为“大鹏”），为转经时膜拜的圣石。大转经即由此巨石出发，最后再回到这里。转山一圈为35公里，步行需一天一夜，有些老人可以在一个月内转山10多圈。苯教徒传说，转一圈可净一生罪孽，转十一圈可免下地狱，转一百零一圈可成佛。转山的圈数只能为单数，否则便是“忤逆之徒”。佛教转山、转经的方向为顺时针，而贡布人转本日山则是逆时针，转经轮也是逆时针转动。这是苯教同佛教的区别。传说远古时候，有两位喇嘛，一位属于佛教，一位属于苯教，他们各带一个徒弟，分别转山七天后，按逆时针方向转山的苯教喇嘛及徒弟回到了原地，而按顺时针方向转山的佛教喇嘛及徒弟则死在覆盖积雪的山谷中。由此人们相信，转本日山只能沿着逆时针方向。
西藏和平解放前，环绕林芝市巴宜区境内的苯教神山本日山建有苯教寺院七座，即达则寺、衮钦寺、滚巴颠巴寺、嘉黎寺、大卓萨寺、宗琼丹寺、羊滚寺。其他藏传佛教寺院也有不少。如今，本日山周围保存完好的寺庙有4座，即吉日寺、大卓萨寺、达则寺、色迦棍钦寺，均属苯教。达则寺曾为西藏苯教第二大寺。

## 本日山摩崖碑
本日山摩崖碑位于本日山北麓崖石面上，在林芝市巴宜区米瑞乡达域龙增村西南300米处。该碑坐北朝南，面向雅鲁藏布江。该碑正前方几十米处有一块青石，称为“嘉萨”（意为“汉妃”），背对本日山主峰，已有1200多年的历史。
据史书记载，吐蕃贡布摩崖碑是吐蕃王朝时期的古藏文碑刻，碑文为吐蕃赞普赤德松赞和其属部首领贡布莽布支会盟的誓文，刻于8世纪末。碑文讲述了吐蕃赞普和贡布首领出自同源，始祖聂赤赞普为“吉祥六上帝之子”，在神人未分之世，入主人间（这同敦煌古藏文手卷的记载相同，以说明吐蕃王室来源自地方土著），后来传至赤贡赞普之二子，一支成为吐蕃赞普的祖先，另一支成为贡布首领的祖先（这同后世史籍的记载相同），贡布莽布支为吐蕃王室之近亲。
摩崖碑体现了“贡布莽布支”（“贡布”指贡布地区，“莽布支”意为“诸侯”）对贡布地区的统治权，肯定了其对奴隶、牧场、农田的排他占有，及尊重信仰仪轨，反映了苯教势力在吐蕃政治、经济、文化等方面保留下来的实力。
摩崖碑正前方为青石台“嘉萨”（意为“汉妃”）。达域龙增村又被当地民众称作“汉妃姐姐之家”。有关“汉妃”的传说有不同版本，“汉妃”通常指文成公主，也有的指金城公主。其中关于文成公主的传说如下：
汉妃公主来到域龙滞留已过三年，

她带来的黑白五谷播种已过三年，

三年过后才拜识赞普的御貌真颜，

三年过后才消受公主的温柔蜜甜。
关于金城公主的传说如下：
汉妃公主行至达域龙增歇息，

丑陋的乌鸦向她讲说了谎言诓语，

公主停留下来度过了哀痛的三年，

神鸟大鹏这才飞来叙述了真情实事：

“公主请往拉萨再莫要愁苦伤悲，

你去了可以见到赞普健康的御体；

公主请往拉萨再莫要停留在此地，

人们将赶着百匹骏马前来欢迎你，

人们将献上百条哈达前来迎接你，

载歌载舞的百伎美女也会前来迎接你，

我已经赐福给你吉祥如意。”

汉妃公主登上了宝座松石椅，

簇拥着她的是幸福圆满的五彩大旗。